# Latarnia morska Skokholm
Latarnia morska Skokholm – latarnia morska na wyspie Skokholm. Położona jest na zachód od wioski Dale w hrabstwie Pembrokeshire w Walii. Latarnia jest wpisana na listę zabytków Royal Commission on the Ancient and Historical Monuments of Wales pod numerem 268159.
Latarnia została zbudowana przez Trinity House, a jej oficjalne otwarcie odbyło się w 1915 roku, na co wskazuje tablica pamiątkowa umieszczona wewnątrz wieży. W celu wybudowania latarni zbudowano pomost, dzięki któremu można było bezpiecznie dostarczać materiały budowlane, konieczne do wzniesienia konstrukcji. Po zakończeniu budowy pomost był używany do transportu zaopatrzenia. Do jego dostarczania wykorzystywano dwa małe wagoniki, przemieszczające się po szynach kolei wąskotorowej, które były początkowo ciągnięte przez osła, a następnie kuca. Z czasem zwierzęta zostały zastąpione przez ciągnik. Obecnie do transportu zaopatrzenia na wyspę używa się śmigłowca. Mimo że od 1983 roku latarnia nie wymaga obsługi (ostatni latarnicy opuścili ją w 1983 roku, gdy została zautomatyzowana), to wyspa stanowi atrakcję turystyczną – jest szczególnie chętnie odwiedzana przez miłośników obserwacji ptaków. Obecnie latarnia sterowana jest z Trinity House Operations Control Centre w Harwich.
W 2006 roku większość wyspy została zakupiona przez Wildlife Trust of South and West Wales z wyłączeniem działki o powierzchni 7,16 akra, która pozostała własnością Trinity House. W bezpośrednim sąsiedztwie latarni, na wyżej wymienionej działce, znajdują się lądowisko dla śmigłowców oraz niewielkiej wielkości parterowy budynek, wzniesione na wystającej z morza skale.